# Metadesmolaimus aversivulva
Metadesmolaimus aversivulva is een rondwormensoort uit de familie van de Xyalidae. De wetenschappelijke naam van de soort is voor het eerst geldig gepubliceerd in 1953 door Gerlach.